# Fischlaken
Fischlaken ist ein Stadtteil im Süden der Stadt Essen. Er ist ein überwiegend ländlich geprägter Stadtteil mit Waldflächen, landwirtschaftlichen Betrieben aber auch dichteren Wohnvierteln.

## Geschichte
Eine Reihe von Geräten, vor allem Feuersteine, wurden auf landwirtschaftlichen Flächen gefunden. Sie stammen teilweise aus der Bronzezeit, andere aus der Mittelsteinzeit und die ältesten Relikte aus der Epoche um 30000 v. Chr., die man als Altsteinzeit bezeichnet. Auch Gruben und Pfostenlöcher aus alter Zeit lassen auf eine sehr frühe Besiedelung schließen.
Der Name weist zum einen auf einen Laken hin, was so viel wie stehendes Gewässer bedeutet (beispielsweise Lake, engl. für See), zum anderen auf reiches Fischvorkommen.
Im 8. Jahrhundert tauchte der Name Fischlaken zum ersten Mal auf. Fischlaken gilt daher als ältestes Dorf an der Ruhr. Als Theganbalds 796 den Alfgatinghof an den Werdener Klostergründer Liudger durch Schenkung übertrug, ist das Dorf augenscheinlich entstanden. Eine Abschrift der Schenkungsurkunde aus dem 10. Jahrhundert wird im Staatsarchiv Leiden aufbewahrt. Bis zur Säkularisation 1803 aufgrund des Reichsdeputationshauptschlusses gehörte Fischlaken der Reichsabtei Werden, welche dort Agrarflächen und Fischteiche unterhielt. Die größeren Höfe waren von der Abtei Werden belehnt. Danach gehörte Fischlaken zur Gemeinde Siebenhonnschaften in der südlich der Ruhr gelegenen Bürgermeisterei Werden-Land des Landkreises Essen. Diese wurde 1929 mitsamt Fischlaken in die Stadt Essen eingemeindet.
Die Bewohner des kleinen Dorfes Fischlaken lebten zunächst von Land- und Forstwirtschaft, ehe 1578 der Steinkohleabbau auf der Zeche Richradt begann. Die dortige Zeche Pörtingsiepen ist von 1779 bis 1973 in Betrieb gewesen und gab zeitweise über 2000 Menschen Arbeit. Von industrieller Nutzung in großem Stil im ausgehenden 19. und beginnenden 20. Jahrhundert gibt es nur noch wenige Zeugnisse.
Die Flur Weinberg liegt teilweise auch auf Werdener Gebiet. Früh gab es hier Straßennamen wie Rebenranke, Rebstock und Weinberg. Ein alter Weinberg bei Kettwig ist bereits 1877 erwähnt, was Historiker veranlasste, einen Bogen nach Fischlaken zu spannen.
1782 erlaubte der Werdener Abt Bernhard II. dem Pächter des Hauses Scheppen sowie den Bauern von Fischlaken eine Schule zu errichten. Sie hieß zunächst Schule am Stüfken, später trug sie den Namen des Abtes und lag an der heutigen Fischlaker Straße. Nachdem das Fachwerkhaus 1885 abgebrannt war, wurde im selben Jahr dort ein Steinhaus für die katholische Bernhardschule erbaut. Sie wurde 1969 zur Sonderschule mit dem Namen Ruhrtalschule. 1910 wurde an der Bernhardstraße die evangelische Luisenschule erbaut, doch schon 1939 geschlossen und im Zweiten Weltkrieg 1943 zerstört. Am 14. September 1955 eröffnete die Peter-Ullner-Schule, die heutige konfessionslose Fischlaker Grundschule.

### Wappen

Wappen von Fischlaken

Blasonierung:„In Blau zwischen silbernen (weißen) erhöhten und erniedrigten Balken ein waagerechter silberner (weißer) Fisch.“
Das Wappen wurde von Kurt Schweder entworfen und hatte nie offiziellen Charakter. Ende der 1980er Jahre schuf der Heraldiker für alle Essener Stadtteile Wappen. Sie sind inzwischen von der Essener Bevölkerung gut angenommen worden.
Das Wappen ist ein sogenanntes „redendes Wappen“; die früheren Schreibweisen „Fis(e)lacu“ und „Wislaken“ sind Bezeichnungen für stehendes Gewässer mit reichem Fischbestand. Das Schildbild drückt dieses aus.

## Bevölkerung
Am 31. März 2025 lebten 4.353 Einwohner in Fischlaken.
Strukturdaten der Bevölkerung in Fischlaken (Stand: 31. März 2025):
- Bevölkerungsanteil der unter 18-Jährigen: 15,8 % (Essener Durchschnitt: 16,9 %)[3]
- Bevölkerungsanteil der mindestens 65-Jährigen: 27,5 % (Essener Durchschnitt: 21,7 %)[4]
- Ausländeranteil: 8,0 % (Essener Durchschnitt: 20,6 %)[5]

## Zugehörigkeiten und Politik
Die ehemalige Honnschaft Fischlaken bildete mit Heidhausen, Hamm, Holsterhausen, Klein-Umstand, Hinsbeck und Rodberg die Gemeinde Siebenhonnschaften und gehörte damit zur Bürgermeisterei Werden-Land im Landkreis Essen. Am 1. April 1929 kam Fischlaken durch Eingemeindung zur Stadt Essen.
Von 1946 bis 1975 vertrat der Großhandelskaufmann Hans Toussaint (CDU) den Kommunalwahlbezirk 40, den Bredeney zusammen mit Fischlaken und Schuir bildet, im Rat der Stadt Essen. Toussaint amtierte von 1949 bis 1956 als Oberbürgermeister der Stadt Essen. Von 1975 bis 1999 gewann der Rechtsanwalt und Notar Wolfgang Reiniger (CDU) diesen Wahlbezirk. Reiniger wurde 1999 zum Oberbürgermeister der Stadt Essen gewählt und 2004 wiedergewählt. Bei den Kommunalwahlen 2004 und 2009 wurde der Rechtsanwalt Matthias Hauer (CDU) im Kommunalwahlbezirk 40 in den Rat der Stadt Essen gewählt; dabei wurde jeweils das stadtweit höchste CDU-Ergebnis erzielt. Seit der Kommunalwahl 2014 vertritt Ulrich Beul (CDU) Fischlaken im Rat der Stadt Essen.

## Charakter

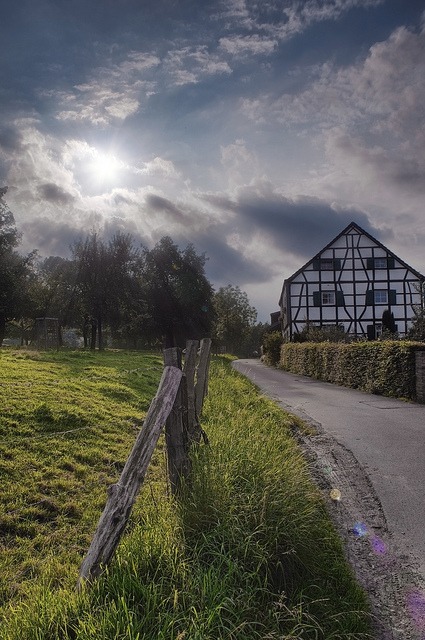
Fischlaker Höfe

Zu den Wohnvierteln in überwiegend ländlicher Umgebung gehört die Werkssiedlung an Lürsweg und Lürshöhe, die in den 1950er Jahren nach dem Vorbild einer Gartenstadt mit freistehenden Ein- und Zweifamilienhäusern erbaut wurde.
Begrenzt wird Fischlaken im Westen durch Werden, im Südwesten durch Heidhausen, im Südosten durch Kupferdreh und im Norden durch Heisingen und Bredeney mit der Ruhr als Grenzfluss.
Im ÖPNV bieten die von der Ruhrbahn betriebenen Omnibuslinien 180, 182/192 und NE8 Verbindungen von Fischlaken mit den Nachbarstadtteilen Werden und Kupferdreh.
| Linie   | Verlauf | Takt (Mo–Fr) |
| ------- | --- | ------------ |
| 180     | Kettwiger Markt – Kettwig – Schuirweg – Werden – Werdener Markt – Heidhausen Am Schwarzen – Hespertal – Dilldorf – Kupferdreh – Burgaltendorf Burgruine Verkehrt ab teilweise weiter Burgaltendorf als Linie 159 zur Schwimmbrücke. | 30 min       |
| 182 192 | Quartierbus Werden (Ringlinie): Werden – Werdener Markt – Fischlaken – Am Schwarzen – Heidhauser Platz – Jugendherberge – Werden Verkehrt mit Kleinbussen; Linie 182 im Uhrzeigersinn, die Linie 192 gegen den Uhrzeigersinn        | 20 min       |
| NE8     | Essen Hbf – Philharmonie – Rüttenscheider Stern – Rüttenscheid Martinstraße – Florastraße – Bredeney – Werden – Werdener Markt – Essen-Heidhausen – Velbert-Losenburg Klinikum Niederberg – Birth – Am Berg – Velbert ZOB           | 60 min       |

Mit der Bundesstraße 224 ist Fischlaken direkt an eine wichtige Essener Verkehrsader angebunden.

### Sehenswürdigkeiten
Auf dem Gebiet der ehemaligen Zeche Pörtingsiepen hat man die Seilscheibe des Fördergerüstes als Denkmal aufgestellt. Des Weiteren liegt am Baldeneysee der ehemalige adelige Lehnshof Haus Scheppen aus dem 13. Jahrhundert. Hier, direkt am Baldeneysee, gibt es einen überregional bekannten Motorradtreff. Die Weiße Flotte auf dem Baldeneysee bietet Ausflugsfahrten an.
An alte Zeiten des Schienenverkehrs erinnert die Hespertalbahn, eine Museumsbahn, die mit historischen Dampf- und Diesellokomotiven an 25 Tagen im Jahr betrieben wird.

### Kirchen
Die Christi-Himmelfahrtskirche ist 1952 aus der Scheune des ehemaligen Wintgenhofes als katholische Notkirche entstanden. Ihre Fenster schuf der Werdener Glasmaler de Graaf. Das Wohnhaus des Wintgenhofes wurde 1956 zum Pfarrhaus umgebaut. Ein Jahr darauf wurde die ehemalige Werdener Rektoratsgemeinde zur eigenen Pfarrgemeinde. Das von Felix König aus Heisingen entworfene neue Gotteshaus ist nach Grundsteinlegung am 9. August 1963 am vierten Adventssonntag, dem 20. Dezember 1964 zwischen Wintgenstraße und Lürsweg eingeweiht worden.
Die katholische Kirche Zur Schmerzhaften Mutter Maria gehört zu den Weiteren Kirchen und wird nicht mehr finanziell durch das Bistum Essen unterstützt. Die evangelische Jona-Kirche wurde Am Schwarzen nach einem Entwurf der Architekten Heinrich Otto Vogel und E. Brennecke fertiggestellt und am 14. Februar 1965 eingeweiht. Die Neuapostolische Gemeinde Fischlaken (später Werden) bestand von 1908 bis 2008, bekam jedoch erst 1968 ihr eigenes Kirchengebäude, einen turmlosen Kubus, an der Wintgenstraße.

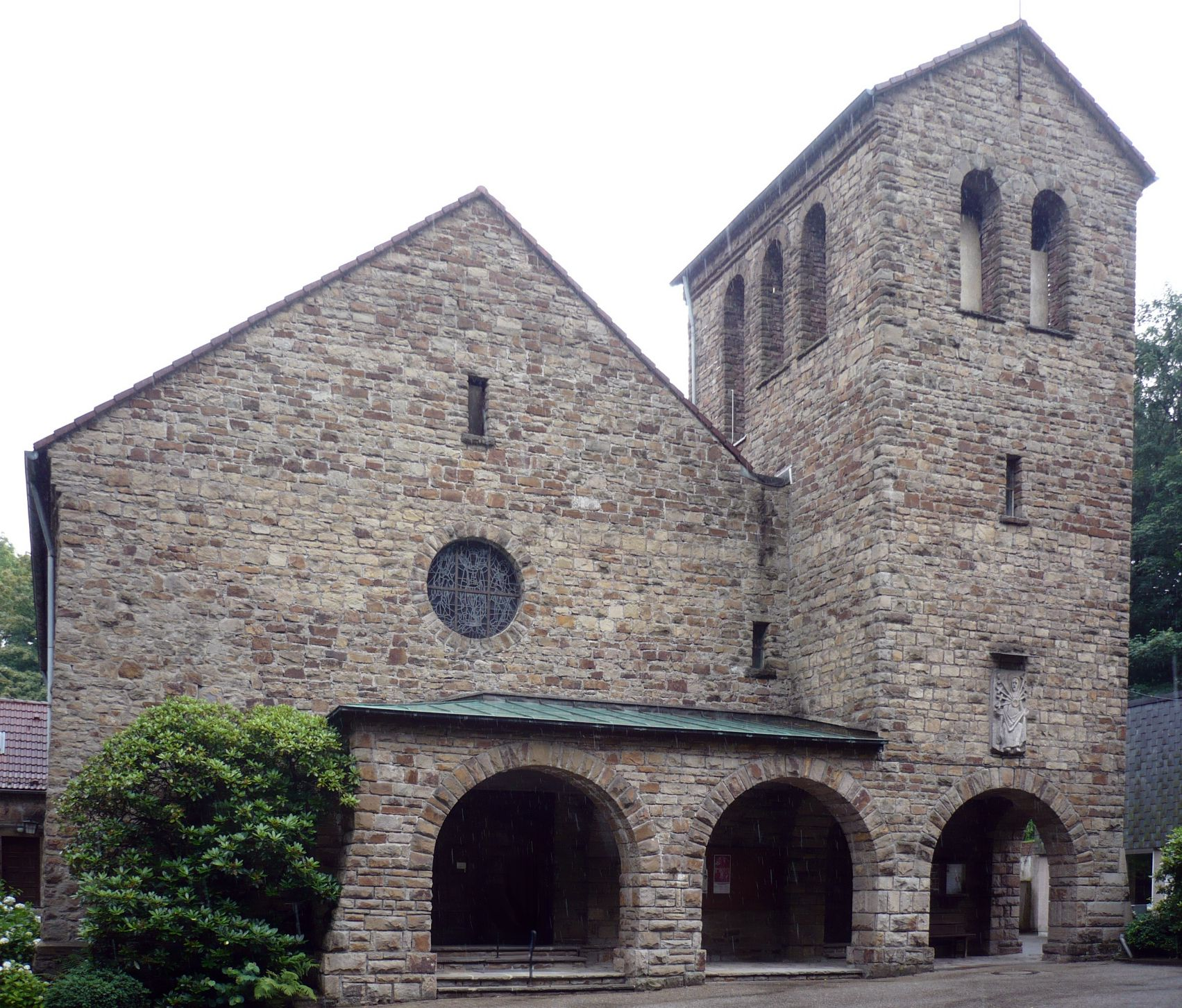
Zur Schmerzhaften Mutter Maria
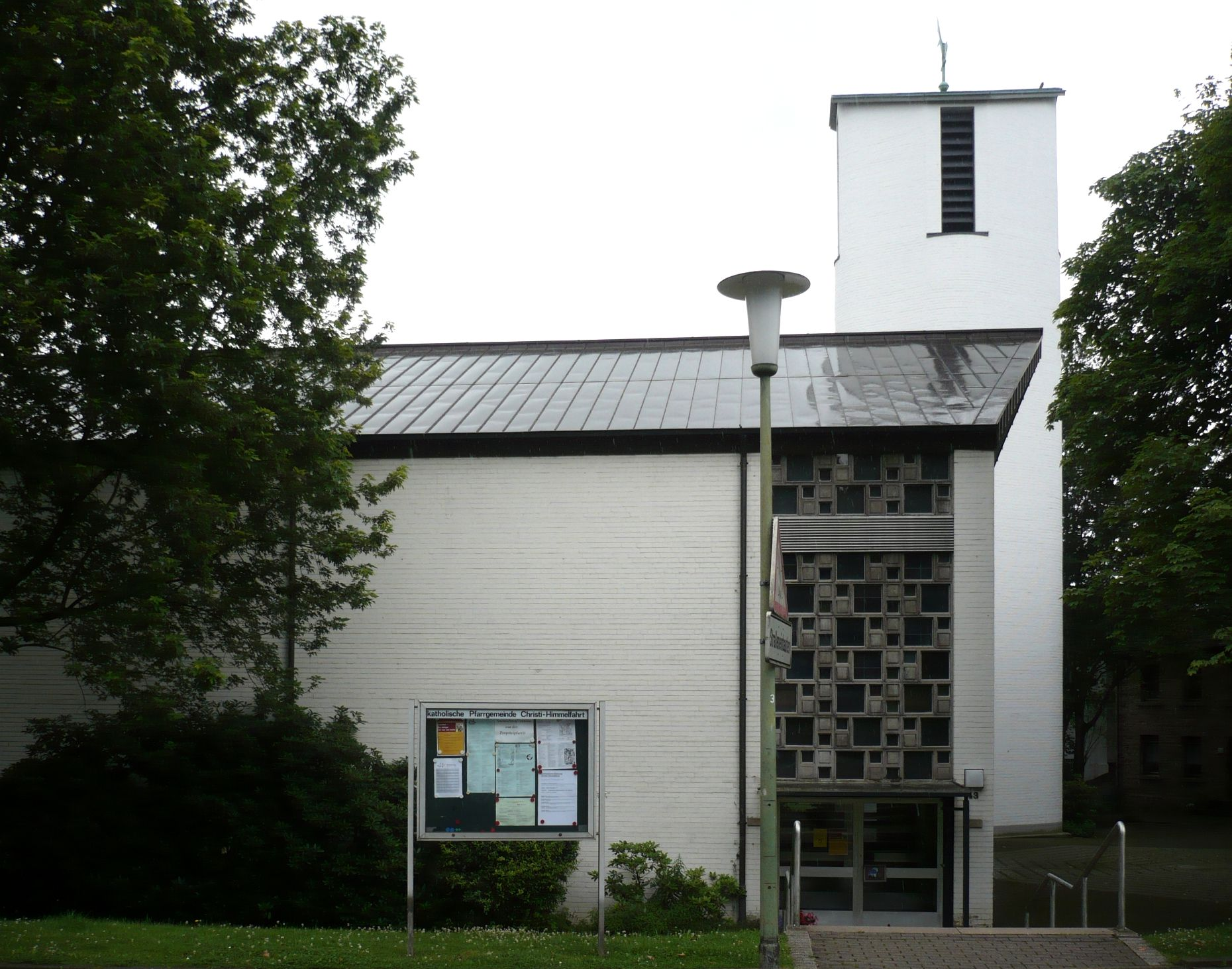
Kath. Kirche Christi Himmelfahrt
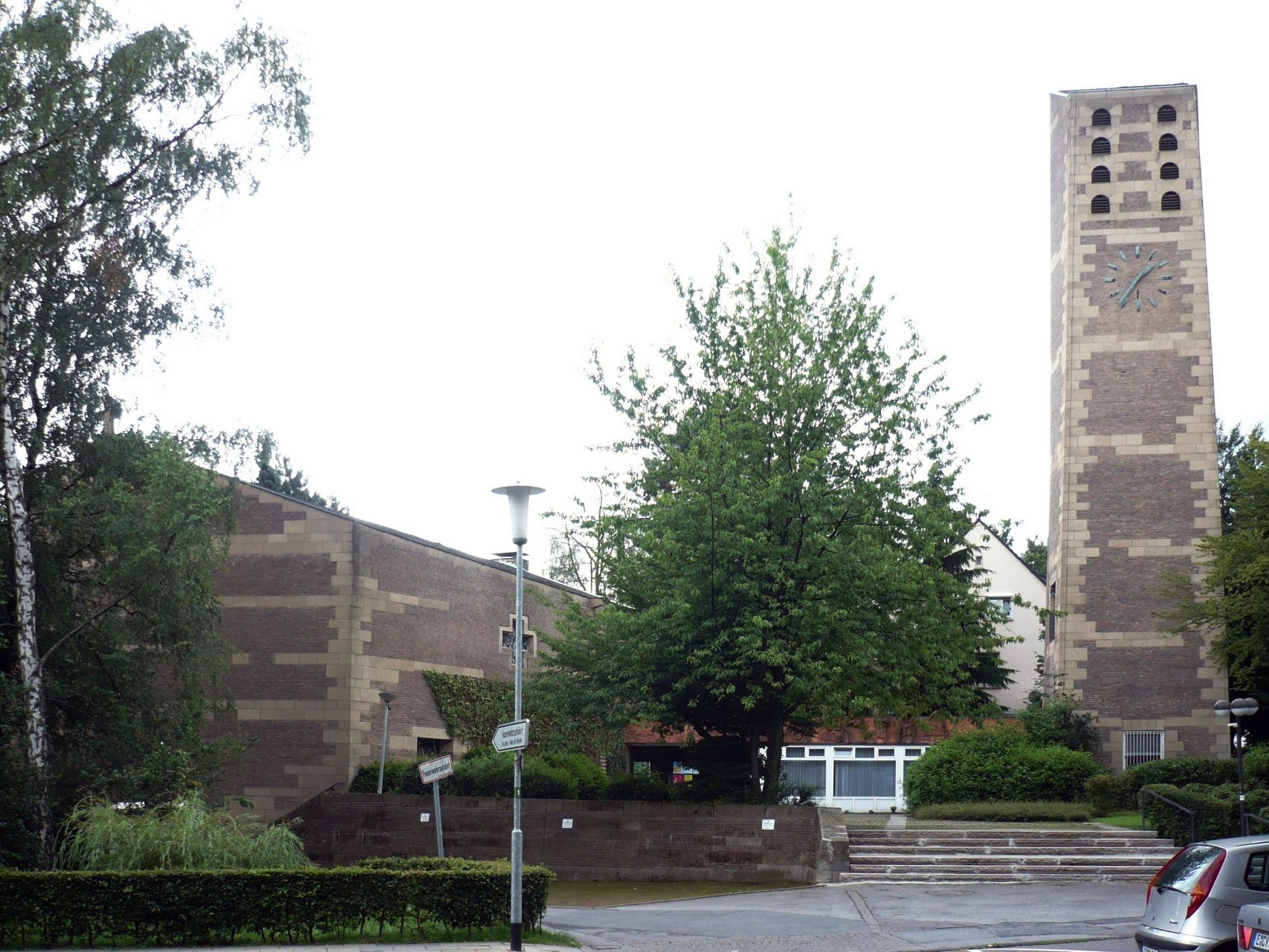
Evangelische Jona-Kirche
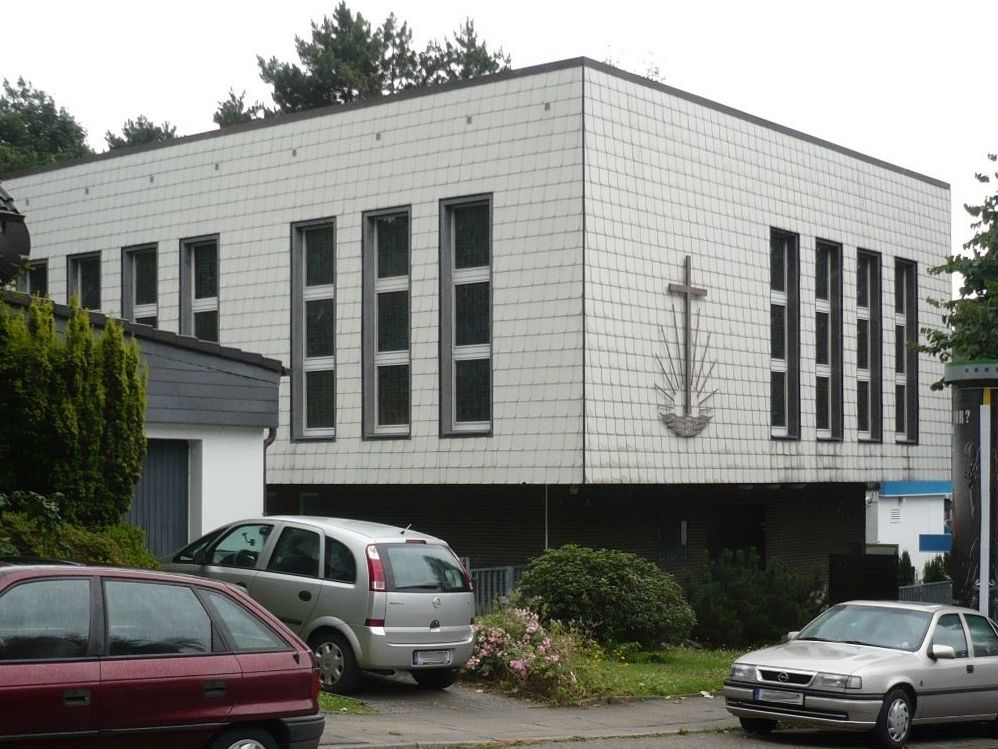
Ehemalige Neuapostolische Kirche Essen-Werden

### Vereine/Organisationen
Dem Maashof ist der Heidhauser Reiterverein Maashof angebunden. Bereits 1512 gab es hier den abteilich-werdenschen Behandigungshof Padberg. Der Fischlaker Begräbnisverein wurde 1877 auf Initiative von Fischlaker Bürgern gegründet. War es zuvor üblich, Tote mit einem einfachen Heuwagen zur Friedhofskapelle zu überführen, so gab es fortan für die verstorbenen Mitglieder einen eigenen Leichenwagen. Der Verein wird als Sterbekasse betrieben.